# بلاك بيري كي تو
بلاك بيري كي تي (بالإنجليزية: BlackBerry KEY2)‏ هو هاتف ذكي يعمل بنظام أندرويد ومبني على شاشة تعمل باللمس، ويحتوي على لوحة مفاتيح مادية متكاملة ذات توجه بورتريه (عمودي) وثابتة (غير منزلقة)، وهو من صنع شركة تي سي ال تحت اسم العلامة التجارية بلاك بيري موبايل. كان يُعرف في الأصل باسم الكود غير الرسمي "أثينا"، وتم الإعلان عن الهاتف بشكل رسمي في نيويورك في 7 يونيو 2018. يعتبر الهاتف خلفًا للبلاك بيري (KeyOne)، وهو الهاتف الذكي السابع من بلاكبيري يعمل بنظام التشغيل أندرويد. تم إصداره في 13 يوليو 2018. وتم تقديم الطراز الأساسي للمبتدئين، وهو (بلاك بيري كي تو LE)، في أكتوبر من نفس العام.

## المواصفات

### الجهاز
- يتميز الـ بلاك بيري كي تو بأبعاد 151.4 × 71.8 × 8.5 ملم وشاشة تعمل باللمس متعددة اللمس بنسبة عرض إلى ارتفاع 3:2 بقياس 4.5 بوصة.
- في أعلى الهاتف يوجد مقبس سماعة رأس، بينما يوجد في أسفل الهاتف منفذ USB-C ومكبر صوت أحادي.[1]
- في الجانب الأيمن من الهاتف يوجد أزرار الصوت وزر التشغيل، ويوجد أيضًا "زر الراحة" يمكن برمجته لتشغيل التطبيقات، تنشيط مساعد جوجل أو الوصول إلى اختصارات أخرى في الجهاز، ويعمل كزر كتم الصوت أثناء المكالمة الهاتفية النشطة.[1]

### لوحة المفاتيح
- أسفل الشاشة، يحتوي الـ بلاك بيري كي تو على لوحة مفاتيح مادية متكاملة بإضاءة خلفية تحتوي على 35 مفتاحًا قابلًا للمس، والتي تستجيب لحركات التمرير باللمس وتعمل كلوحة تتبع، وتحتوي على ماسح بصمات الأصابع مدمج في مفتاح المسافة.[3]
- تحتوي لوحة المفاتيح أيضًا على "زر السرعة"، وهو أول زر جديد يتم إدخاله في لوحة مفاتيح بلاك بيري منذ عقد من الزمن، ويتيح للمستخدمين التبديل بسرعة بين التطبيقات باستخدام اختصارات الأزرار القابلة للبرمجة.[1]

### الأداء
- يعمل الـ بلاك بيري كي تو بمعالج كوالكوم 660 ثماني النواة، ويحتوي على بطارية غير قابلة للإزالة بسعة 3500 مللي أمبير توفر بين 25 و 35 ساعة من الاستخدام قبل الشحن.[4]
- يحتوي الهاتف على كاميرا أمامية بدقة 8 ميجابكسل وكاميرا خلفية مزدوجة بدقة 12 ميجابكسل مع فلاش LED.الطراز الأساسي والنسخة المدخلة تم تقديم الطراز الأساسي للـ بلاك بيري كي تو، وهو بلاك بيري كي تو LE، بسعر أساسي يبدأ من 399 دولار أمريكي، وهو تخفيض كبير عن سعر بلاك بيري كي تو الذي يبلغ 649 دولارًا.
- يتميز الـ بلاك بيري كي تو LE بالعديد من المزايا نفسها للطراز الأصلي، ولكنه يفتقر إلى لوحة المفاتيح الحساسة للمس والهيكل المعدني (وبدلاً من ذلك يحتوي على هيكل بلاستيكي).[5]
- يحتوي الـ بلاك بيري كي تو LE أيضًا على معالج Snapdragon 636 ذو الأداء الأقل وذاكرة وصول عشوائي (RAM) بسعة 4 غيغابايت فقط مقارنةً بالسعة الأصلية للطراز الأساسي والتي تبلغ 6 غيغابايت. بالإضافة إلى ذلك، يتمتع الـ بلاك بيري كي تو LE ببطارية أصغر بسعة 3000 مللي أمبير.[1]
- يتوفر الـ بلاك بيري كي تو LE بسعة تخزين داخلية تبلغ إما 32 أو 64 غيغابايت.

البرامج: يأتي الـ BlackBerry بلاك بيري كي تو مع نظام التشغيل Android Oreo 8.1 مُثبّت مسبقًا.
التطبيقات المُثبّتة مُسبقًا: يتم تثبيت العديد من تطبيقات بلاكبيري مُسبقًا على الـ بلاك بيري كي تو، بما في ذلك (BlackBerry Hub)، الذي يجمع البريد الإلكتروني وتنبيهات التقويم والرسائل والمكالمات الهاتفية في صندوق وارد موحد. يتضمن الهاتف أيضًا مركز أمان (BlackBerry DTEK) وتطبيق (BlackBerry Locker)، والذي يمكن استخدامه لتأمين الصور والملفات والتطبيقات الحساسة بواسطة بصمة الإصبع المعترف بها.

## روابط خارجية
- الموقع الرسمي
- مواصفات الهاتف
- KEY2 Dual Sim Specifications نسخة محفوظة 30 يوليو 2018 على موقع واي باك مشين.